# Magdeburger Allgemeine
Die Magdeburger Allgemeine war eine Tageszeitung in Magdeburg, die von 1990 bis 1991 als eine der Zeitungen der Wendezeit erschien.

## Geschichte
Die Magdeburger Allgemeine wurde von dem Journalisten Wolfgang Steinweg aus Hannover gegründet, der zeitweilig auch als Chefredakteur fungierte. Sie erschien erstmals am 28. Juni 1990 als Ableger der Hannoverschen Allgemeinen Zeitung in deren Verlag. Danach wurde sie täglich montags bis freitags herausgegeben.
Am 30. April 1991 wurde die Herausgabe der Zeitung eingestellt.
Die Magdeburger Allgemeine war eine von mehreren Tageszeitungen, die 1990 in der DDR durch einen westdeutschen Verlag gegründet wurden und sich in der Folgezeit nicht dauerhaft behaupten konnten.